# Motsu
모쓰(motsu, 본명:세가와 모토다카(瀬川 素公, 5월 22일~)은 지바현 카시와 시 출신 음악가이다. 신장 178cm에 별자리는 쌍둥이자리로 음악 그룹 m.o.v.e의 랩과 작사를 담당하고 있다.

## 인물 및 약력
- 작사가, 작곡가, 리믹서로서 V6, 코다 쿠미, AAA, 짱구는 못말려 등 m.o.v.e 이외에도 다수의 악곡을 제공하고 있다.
- 22세 때 힙합 문화의 본고장인 미국에 가서 댄스와 랩을 배웠다.
- t-kimura가 「일본에서 최고의 감각과 후각을 자랑하는 랩퍼」라고 절찬할 정도의 랩 스킬을 가지고 있는 실력파 랩퍼이다.
- TV 프로그램 Channel-a의 3대째 MC를 맡았다.
- 연령 고정제라는 제도를 제정해 자기 자신을 「영원의 18세」라고 자칭하고 있다.
- 고등학교를 2회 유급한 적이 있다.
- 주간 영 매거진을 창간호부터 애독했으며 이 때문에 이니셜 D의 애니메이션 화와 m.o.v.e가 기용된다는 소식에 기뻐했다.
- 애니멜로 섬머 라이브 2007, 2008, 2009년 3년 연속 m.o.v.e의 멤버로 출장했다.
- NHK 홍백가합전에 요괴워치 1기 오프닝 테마의 작사가 및 킹 크림소다의 랩퍼(게랏파-)로서 참가했다.

## m.o.v.e 이외의 참가 그룹
- MORE DEEP（1989～1991）（1992～1995）
- RAVEMAN（1994～1996）
- chilljet（1997～1998）
- m.o.v.e（move）（1997年 - 2013年）
- Mother Ninja（MOUNT POSITION로부터 개명）（2005～2010）
- 柏ニップス（2006～）
- Phoenix 2:00AM（2010年）
- ALTIMA（2011年 - ）
- 킹・크림소다（게랩퍼 명의. 2014년)(비공식）

## 솔로 명의로 낸 디스코 그라피

### CD
- FLYIN’TO YOUR SOUL
  - 작사・작곡・노래：motsu
  - 「Bust a move1」에 수록

### DVD
- 오전 3시의 랩강좌

## 같이 보기
- 이니셜 D
- m.o.v.e
- 에이벡스
- 레드 페퍼 걸즈
- ALTIMA